# Éleu-dit-Leauwette
Éleu-dit-Leauwette é uma comuna francesa na região administrativa de Altos da França, no departamento de Pas-de-Calais. Estende-se por uma área de 1,17 km². Em 2010 a comuna tinha 2 913 habitantes (densidade: 2 489,7 hab./km²).